# 玉环学宫

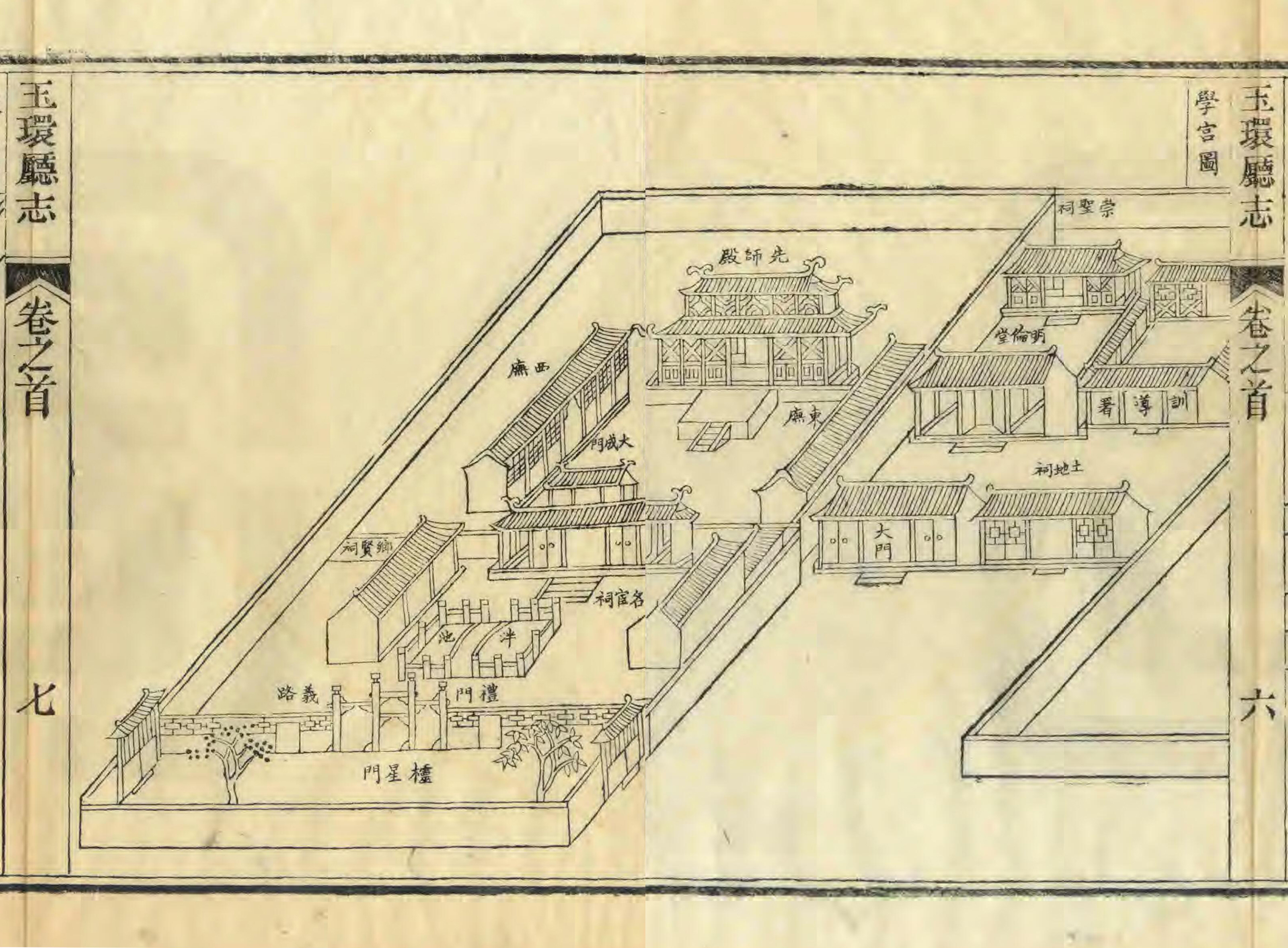
清光绪六年（1880）《玉环厅志》学宫图。

玉环学宫，是指清朝浙江省直隶厅玉环厅（现浙江省玉环市）的学宫建筑群，建于清嘉庆六年至九年（1801-1804年）。现仅存泮池与泮桥（俗称状元桥），其中泮池为方形水池，泮桥为石梁桥，横跨于泮池之上，位于玉环市环山小学状元桥校区内，1986年3月9日以“泮池状元桥”一名列入玉环市文物保护单位。

## 历史
洪武二十年（1387年），因倭寇侵扰，今漩门湾以南玉环岛全境被迁弃，居民全部迁徙至内陆。雍正六年（1728年）六月，玉环重新开垦并正式设厅。:2同年，首任玉环厅同知张坦熊于厅治西南创设义学，乾隆四年（1739年），玉环厅同知张在浚将其改建为环山书院。至嘉庆六年（1801年）一些乡绅始呈请捐建学宫，时任浙江巡抚阮元、学政刘鐶之题准建造，嘉庆九年（1804年）落成。
玉环厅学宫位于厅城南门内东侧（今玉环市环山小学改扩建工程建筑工地），其布局原左学右庙，西路孔庙部分依次为万仞宫墙、棂星门（两侧设角门，分别额书“礼门”和“义路”，门外左为德参天地坊，右为道冠古今坊）、泮池、大成门（门外左为名宦祠、右为乡贤祠）和大成殿（又名先师殿，前有东西庑），东路儒学部分依次为大门、明伦堂和崇圣祠，儒学之东为土地祠和训导署（又名学署），其中训导署为前后两进，共十二间。道光二十二年（1842年）又在训导署东侧新建考棚（又名校士馆）。学宫落成后，时任浙江巡抚阮元作新建学宫记，厅署训导冯至以诗祝贺。
光绪三十一年（1905年）科举、厅学被废除。原来的玉环厅学宫陆续更名为“环山书院”等名，成为了现今玉环市环山小学的前身。而孔庙则成为了玉环县公安局办公场所和环山小学教学楼。仅存的泮池和状元桥原位于玉环县公安局内，县公安局搬迁后，两者位于环山小学状元桥校区内。于1986年3月9日被列为玉环县文物保护单位（现玉环市文物保护单位）。:291

## 现存遗址

### 结构
玉环学宫保存至今的遗址只有泮池和状元桥。状元桥为梁式石桥，略成弧形，全长7.24米，宽1.98米，底部有长方形石柱支撑状元桥。横跨于泮池，泮池内有金鱼。桥与池均有石栏围绕，石栏间的石柱柱头有雕塑，一些是狮子，一些是倒置的莲花。

### 保护
玉环市政府在2015年11月23日公布当地10处县级文物保护单位（其中1处已改列为省级）划定保护范围和建设控制地带，其中规定泮池状元桥的保护范围为：以公安局内院为基准，向外拓展以划定界线，东面距约20米、南面距约25米、西面距约20米、北面距约40米；建设控制地带为：以公安局建筑为基准，向外拓展以划定界线，东面距约9米、南面距约11米、西面距约11米、北面距约11米。

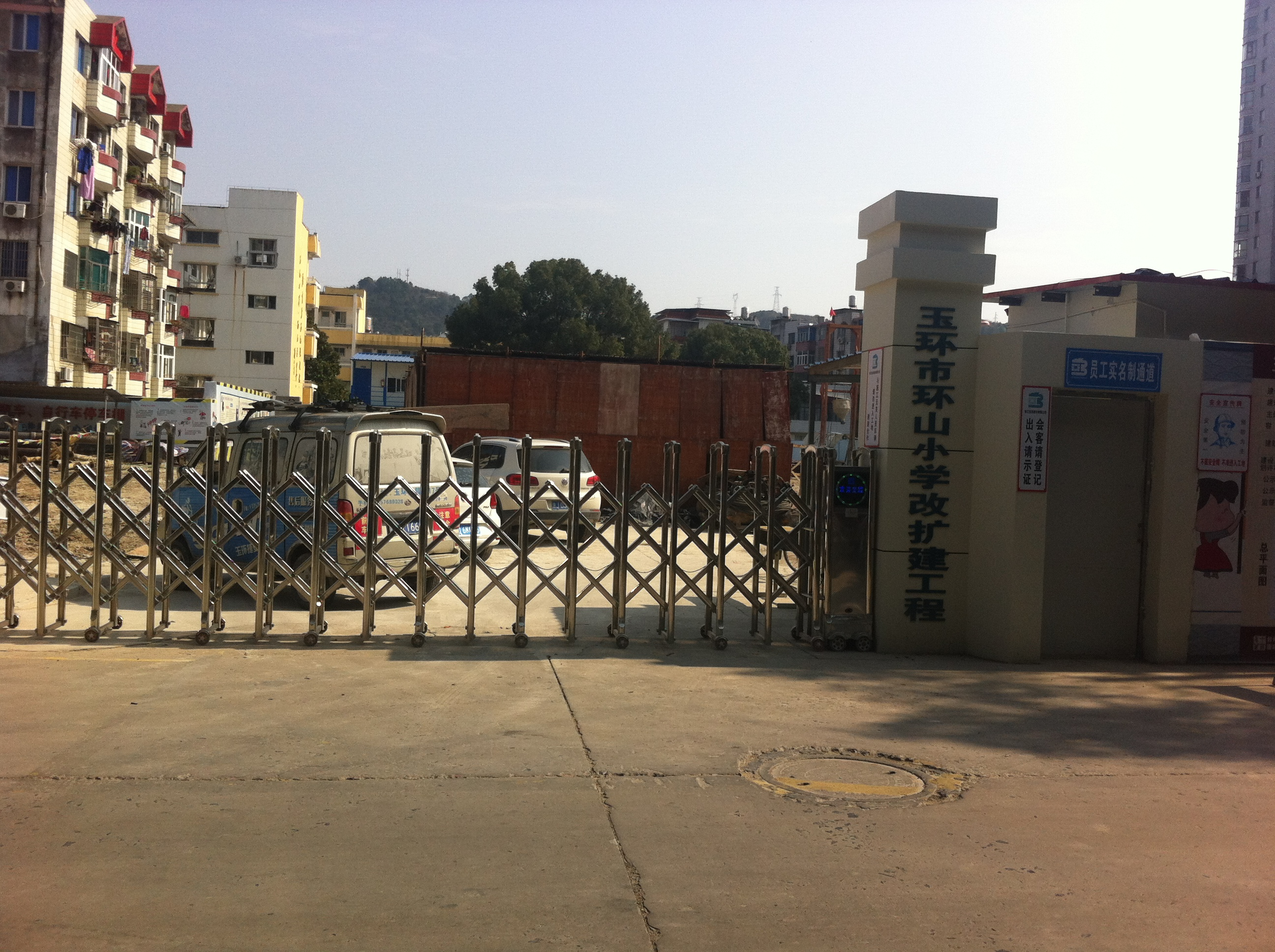
玉环市环山小学改扩建工程，现存的泮池状元桥位于正中央的简易木屋内

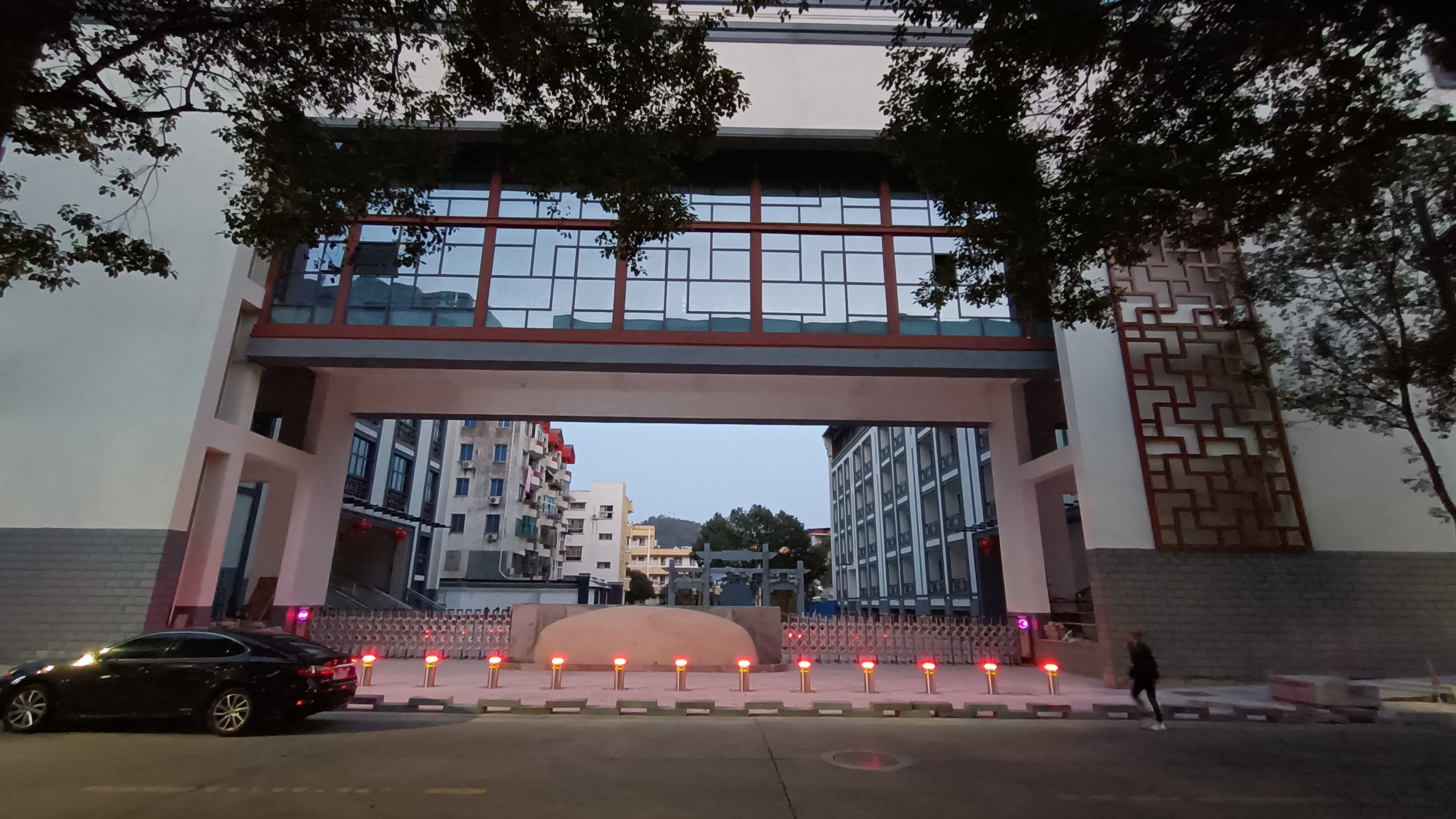
环山小学新大楼

玉环厅学宫是玉环市环山小学的前身，后者是玉环市内比较有名的一所小学，但仅有18亩的占地。玉环市政府经过研究后，投入6000万元，将玉环市公安局搬迁，腾出近10亩土地，用于环山小学改扩建。同时，玉环市政府要求切实保障泮池状元桥的安全，处理好学校景观设计和文物保护的关系。因此，学校多次举行拆除方案专家论证会。至2020年，该校扩建工程已完成。环山小学教育集团于2020年9月成立，其中一校区因状元桥位于其中，被命名为“环山小学状元桥校区”。